# Beaupont

Beaupont este o comună în departamentul Ain din estul Franței.